# ناحیه پلن ویلهم
ناحیه پلن ویلهم (به لاتین: Plaines Wilhems District) یک ناحیه در موریس است که در موریس واقع شده‌است.

## خصوصیات
ناحیه پلن ویلهم ۲۰۳٫۳ کیلومترمربع مساحت و ۳۸۷٬۳۷۲ نفر جمعیت دارد.